# Víceletá rostlina
Víceletá rostlina (pluriena; pl. plurieny), zkráceně též víceletka, žije více než dva roky. Několik let se vyskytuje ve vegetativním stavu, semena vyprodukuje poslední rok a pak zahyne. Víceleté rostliny tak (stejně jako dvouletky a mnohé jednoletky) plodí jen jednou za životní cyklus (monokarpie) a všechny zdroje investují do jedné reprodukční epizody (semelparie). Generativní fáze ale u plurienů nastává po neurčitém počtu let, jsou tedy tzv. nevyhraněně semelparní.
Růstový vrchol bývá stimulován mrazem, avšak za podmínky např. dostatečné zásoby živin (velikosti kořenového systému). Kvetením růstový vrchol zaniká a nový se neobnovuje.
Někdy bývají jako víceleté označovány i vytrvalé rostliny, které však mohou plodit opakovaně (polykarpie), proto se kvůli zpřesnění pro plurieny užívá výraz víceleté monokarpické rostliny.

## Někteří zástupci
- agáve - např. agáve sisalová (Agave sisalana)
- puja - např. puja Raimondova.(Puya raimondii)
- andělika - např. andělika lékařská (Archangelica officinalis, syn. Angelica archangelica)
- listoklasec bambusovitý (Phyllostachys reticulata)